# Sociale huisvestingsmaatschappij
Sociale huisvestingsmaatschappijen (SHM's) zijn lokale woonorganisaties in Vlaanderen die sociale woningen bouwen en daarna verhuren of verkopen. De Vlaams minister van Wonen erkent hen. De Vlaamse Maatschappij voor Sociaal Wonen (VMSW) begeleidt, ondersteunt en financiert hen.
De SHM's zijn ontstaan uit gemeentelijke initiatieven van één of meer gemeentebesturen. Ze hebben de vorm van NV of CVBA. De aandelen zijn meestal verdeeld over (de) initiatiefnemende gemeentebestu(u)r(en), het lokale OCMW, het Vlaamse Gewest, de provincie en eventueel door particulieren en/of private bedrijven.
Midden 2018 telde Vlaanderen 90 SHM's. Om erkend te worden en te blijven, werd de verplichting ingevoerd dat SHM's op 1 januari 2019 een patrimonium van minstens 1000 sociale huurwoningen moesten hebben. Deze verplichting werd geconcretiseerd door het zogenaamde 'Performantiedecreet' (Decreet van 28 april 2017 houdende de invoering van begeleidende maatregelen ter bevordering van de performante werking van de sociale woonorganisaties).  Vanaf 1 januari 2023 worden de sociale huisvestingsmaatschappijen gebundeld tot een kleiner aantal 'woonmaatschappijen'. De aankondiging van deze bestuurlijke transitie heeft aanzienlijke beroering veroorzaakt in de sector.  De reorganisatie loopt eveneens gelijk met andere politieke debatten over sociaal wonen. 
Op 30 november 2022 waren er in Vlaanderen 72 woonmaatschappijen lid van de koepelorganisatie (VVH), eind oktober 2023 nog 41.
Naast de SHM bestond er ook nog het sociaal verhuurkantoor (SVK) als sociale verhuurder. Sinds 1 juli 2023 zijn sociale huisvestingsmaatschappijen (SHM’s) en sociale verhuurkantoren (SVK’s) samengevoegd tot woonmaatschappijen. Dit betekent dat er per gemeente nog maar één speler is die instaat voor sociale huisvesting.

## Sociaal huren of kopen
Een SHM bouwt sociale woningen om te verhuren en/of te verkopen aan een sociale prijs. Niet iedereen kan een sociale woning huren of kopen. Een kandidaat moet altijd aan een aantal voorwaarden voldoen. 
Sociale huurprijzen liggen lager dan de gangbare marktprijzen. Het inkomen van de huurder, de gezinssamenstelling en de waarde van de woning bepalen de sociale huurprijs.
Om een sociale koopwoning te kopen, kan de koper een sociale lening aangaan bij de Vlaamse Maatschappij voor Sociaal Wonen, de Vlaamse Woonlening. 

## Belangengroepen
De sociale huisvestingsmaatschappijen zijn verenigd in twee belangengroepen: de Vereniging van Vlaamse Huisvestingsmaatschappijen (VVH) verdedigt de belangen van de maatschappijen die verhuren, de Vlaamse Erkende Maatschappijen (VLEM) verdedigt de belangen van de maatschappijen die koopwoningen verkopen. 

## Brussel & Wallonië
In het Brussels Hoofdstedelijk Gewest is er de Brusselse Gewestelijke Huisvestingsmaatschappij (BGHM) die 16 vastgoedmaatschappijen groepeert. 
In Wallonië is er de Société Wallonne du Logement (SWL) die 64 maatschappijen begeleidt.

## Nederland
In Nederland bestaan er gelijkaardige organisaties onder de noemer woningcorporatie.